# مندوسینو (کالیفرنیا)
مندوسینو، کالیفرنیا (انگلیسی: Mendocino, California) یک محدوده ثبت‌نشده در شهرستان مندوسینو واقع در ایالت کالیفرنیا می‌باشد.

## خصوصیات جغرافیایی
مندوسینو ۱۹٫۲۲۰ کیلومتر مربع مساحت و ۸۹۴ نفر جمعیت دارد.